# Paolo Cognetti
 (décembre 2022).
- Si vous ne connaissez pas le sujet, laissez ce bandeau (vous pouvez alors contacter les auteurs).
- Si vous supprimez le contenu mis en cause (vous pouvez préalablement contacter les auteurs),

argumentez précisément cette suppression dans la page de discussion
(un manque de référence n'est pas un argument ; une recherche réelle de référence doit avoir été effectuée, être formellement documentée).
Œuvres principales
- Les Huit Montagnes

Paolo Cognetti, né le 27 janvier 1978 à Milan, est un écrivain italien.

## Biographie
Paolo Cognetti suit des études universitaires en mathématiques, qu'il abandonne très vite pour des études de cinéma, afin dit-il, "d'apprendre à raconter des histoires". En 1999, il sort diplômé de la Civica Scuola di Cinema « Luchino Visconti », école de cinéma de Milan et fonde, avec Giorgio Carella, une société de production indépendante (CameraCar).
Il commence l'écriture en 2004 en participant à un recueil de nouvelles rassemblant les nouvelles plumes italiennes, un véritable "manifeste générationnel" proposé par les éditions minimumfax sous le titre La qualità dell'aria. Dans les années suivantes, il publie deux recueils de nouvelles Manuale per ragazze di successo (2004) et Una cosa piccola che sta per esplodere (2007), ainsi que le "roman à nouvelles", forme hybride entre le roman et le recueil, intitulé Sofia si veste sempre di nero (2012).
Suivant sa passion pour la montagne, née pendant les étés de son enfance passés à Estoul, village de la Vallée d'Aoste où il habite actuellement, le 8 novembre 2016 paraît Les Huit Montagnes, qui reçoit le prix Strega, puis est traduit dans une trentaine de pays et dont la traduction française obtient le prix Médicis étranger en 2017.
Désireux de faire vivre la montagne en dehors des pistes de ski, il monte, en été 2017, avec son association Gli urogalli un festival consacré à la littérature, aux arts et aux nouveaux et nouvelles montagnardes baptisés Il richiamo della foresta (L'Appel de la forêt) en hommage à Jack London.

## Œuvres

### Recueils de nouvelles
- Manuale per ragazze di successo (2004)
- Una cosa piccola che sta per esplodere (2007)

### Romans
- Sofia si veste sempre di nero (2012) Publié en français sous le titre Sofia s'habille toujours en noir, traduit par Nathalie Bauer, Paris, Liana Levi, 2013, 224 p.[3] ; réédition, Paris, Liana Levi, coll. « Piccolo » no 140, 2018  (ISBN 9791034900121)
- Le otto montagne (2016) – Prix Strega, prix Strega Giovani et prix Strega OFF 2017[4],[5] ; Prix Médicis étranger 2017[6] Publié en français sous le titre Les Huit Montagnes, traduit par Anita Rochedy, Paris, Stock, 2017, 312 p.[7]
- La felicità del Lupo (2021)

- Giu nella valle (2023)

### Essais, carnets
- New York è una finestra senza tende, Laterza (2010)[8]
- Tutte le mie preghiere guardano verso ovest (2014)[9]

- Il ragazzo selvatico. Quaderno di montagna (2013)  (ISBN 978-88-6189-235-4)

- A pesca nelle pozze più profonde, Minimumfax (2014)[10]
- Senza mai arrivare in cima  (2018)[11]